# 服部泰宏
服部 泰宏（はっとり やすひろ）は、日本の経営学者。神戸大学大学院経営学研究科教授。専門は、人的資源管理論、組織行動論、経営組織論。採用学のパイオニアと目される。

## 来歴
神奈川県生まれ。2004年、関西学院大学経済学部卒業、2006年神戸大学大学院経営学研究科博士課程前期課程修了、2009年神戸大学大学院経営学研究科博士課程後期課程修了、博士（経営学）の学位を取得。金井壽宏門下。
同年、滋賀大学経済学部専任講師、2011年同准教授、2013年横浜国立大学大学院国際社会科学研究院准教授、2018年4月より神戸大学大学院経営学研究科准教授、2023年より同教授。
日本企業における組織と個人の関わりあい（組織コミットメントや心理的契約）や、経営学的な知識の普及の研究、日本・アメリカ・ドイツの企業の人材採用に関する研究に従事した。2013年からは「採用学」の確立に向けた研究を行い、2018年以降は、企業内で圧倒的な成果をあげる「スター社員」に関する研究を行う。

## 受賞歴
- 組織学会高宮賞論文部門（2010年）[2]
- 人材育成学会論文賞（2014年）[2]
- 日本の人事部「HRアワード」書籍部門最優秀賞（2016年）[3]
- 日本の人事部「HRアワード」書籍部門入賞（2019年）[3]
- 日本労務学会賞（学術賞）
- 日本労務学会賞（奨励賞）（2020年）[4]
- 組織学会高宮賞著書部門（2022年）[5]。
- 組織学会ベストSE賞（2024年）

## 書籍出版
- 『Jリーグの行動科学：リーダーシップとキャリアのための教訓』（分担執筆，白桃書房，2010年）
- 『Challenges of Human Resource Management in Japan』（分担執筆，Routledge，2010年）
- 『日本企業の心理的契約：組織と従業員の見えざる約束』（単著，白桃書房，2011年）
- 『組織論レビュー１：組織とスタッフのダイナミズム』（分担執筆，白桃書房，2013年）
- 『日本のキャリア研究：組織人のキャリア・ダイナミクス』（分担執筆，白桃書房，2013年）
- 『International Studies in Time Perspective』（分担執筆，Coimbra University Press，2013年）
- 『日本企業の心理的契約：組織と従業員の見えざる約束（増補改訂版）』（単著，白桃書房，2013年）
- 『経営を変える，攻めの人事へ』（分担執筆，HR総研，2014年）
- 『ガイダンス現代経営学』（分担執筆，中央経済社，2015年）
- 『こころうごかす経済学』（分担執筆，日本経済新聞出版社，2015年）
- 『採用学』（単著,  新潮選書,  2016年）
- 『産業と組織の心理学（ライブラリ心理学を学ぶ）』（分担執筆，2017年）
- 『人材開発研究大全』（分担執筆,  東京大学出版会,  2017年）
- 『日系企業の知識と組織のマネジメント: 境界線のマネジメントからとらえた知識移転メカニズム』（共著,  白桃書房,  2018年）
- 『Global Leadership Perspectives: Insights and Analysis』（分担執筆,  SAGE Publications,  2018年）
- 『日本企業の採用革新』（共著, 中央経済社,  2018年）
- 『組織行動：組織の中の人間行動を探る』（共著，有斐閣，2019年）
- 『組織行動論の考え方，使い方』（単著，有斐閣，2020年）
- 『人材マネジメントの革新』（共著，千倉書房，2024年）
- 『組織行動の考え方』（共著，東洋経済新報社，2025年）

## 社会活動
- 2012年 - 2014年 経営行動科学学会　財務担当理事
- 2013年 - 組織学会　総務委員
- 2016年 - 2018年 経営行動科学学会　広報担当理事
- 2018年 - 組織学会　評議員　（総務担当）
- 2019年 - 日本労務学会　理事
- 2019年 - 兵庫県将来構想研究会　委員
- 2020年 - 西宮市生涯学習審議会　委員
- 2020年 - 厚生労働省女性の活躍推進及び両立支援に関する総合的情報提供事業検討委員会　座長

## 出演
- 『報道力』（KSB瀬戸内放送 2014年1月、2015年12月コメンテータ，2020年4月解説）
- 新世代が解く!ニッポンのジレンマ（NHK Eテレ 2014年6月ゲスト）
- クローズアップ現代（NHK総合テレビ 2014年9月コメンテータ）
- 吉田照美 飛べ!サルバドール（文化放送 2015年4月ゲスト）
- おはよう日本（NHK総合 2015年１２月コメンテータ）
- ノンストップ！（フジテレビ 2017年４月解説）
- 久米宏ラジオなんですけど（TBSラジオ 2017年４月ゲスト）　など

## 研究室
- 研究室ホームページ